# اغناج (اداوكونكي)
اغناج هو دُوَّار يقع بجماعة سيدي أحمد السايح، إقليم الصويرة، جهة مراكش آسفي في المملكة المغربية. ينتمي الدوّار لمشيخة اداوكونكي التي تضم 5 دواوير. يقدر عدد سكانه بـ 560 نسمة حسب الإحصاء الرسمي للسكان والسكنى لسنة 2004.

## روابط خارجية
- البوابة الوطنية للجماعات الترابية
- المندوبية السامية للتخطيط